# 串场河
串场河，俗称下河，为中国江苏省东部的一条人工河流，贯穿苏东诸盐场，原是该地区物品南运航道。北起阜宁县射阳河，经盐城市、东台市到海安县接通扬运河。2010年第一次全国水利普查中，江苏省水利普查领导小组办公室认定串场河南起海安县海安镇新园村新通扬运河，北至阜宁县阜城镇，全长174公里。 
串场河以东台海道口为界，分南北两段，由海安向北流经富安、安丰、梁垛至何垛场，为南串场河；由海道口向北流经丁溪、草堰（原属东台北乡）、白驹（原属东台北乡）、刘庄（原属东台北乡）、伍佑、新兴、庙湾，为北串场河。

## 历史
运河始建于唐大历元年（776年）淮南节度使判官李承主持在楚州、扬州海滨创筑海塘，名捍海堰(一名常丰堰)形成的复堆河。沿常丰堰(范公堤前身)西侧，南北延伸。宋天圣二年至六年(1024～1028年)，泰州知州张纶从西溪(今东台市)盐官范仲淹议，于李堰西侧大规模重修捍海堰，后人称范公堤，形成断断续续的复堆河道。至和年间(1054～1056年)，沈起又将范堤续修到吕四。南宋宁宗时(1190～1194年)又加疏通，统称运盐官河。沿新修捍海堤（世称范公堤）一线有富安、安丰、梁垛、东台、何垛、丁溪、草堰、小海、白驹、刘庄十大盐场。经南宋咸淳五年（1269年），两淮制置史李庭芝重加修筑。明永乐九年(1411年)及天顺年间(1457～1464年)曾两次浚河修堤。明隆庆年间（1567年—1572年）改建、疏浚而成。明中叶以后，串场河一名始见于文献记载。民国时期，原苏中盐场相继废灶兴垦，串场河盐运衰落，河道疏于治理，以致淤浅、狭窄、多弯，仅通行小型船舶。建国后对河道进行清障扫床。至1987年，全河除海安至东台47公里有多处河床水深不足2米、底宽不足10米、只能单向通行小船外，自东台至盐城、阜宁129公里河段，水深2.5米，底宽20米，可达六级航道标准，惟全线尚有20处左右的弯道，最小曲度半径仅40米。
1958年在串场河东平行开挖通榆运河（南通—赣榆），204国道和新长铁路一段也与之平行。       